# 4550 Royclarke
4550 Royclarke eller 1977 HH1 är en asteroid i huvudbältet som upptäcktes den 24 april 1977 av den amerikanska astronomen Schelte J. Bus vid Siding Spring-observatoriet. Den är uppkallad efter Roy Clarke, Jr.
Asteroiden har en diameter på ungefär 13 kilometer.